# 海乃山勇
海乃山 勇（かいのやま いさむ、1940年6月28日 - 1997年7月5日）は、茨城県龍ケ崎市出身で小野川部屋（のち出羽海部屋）に所属した大相撲力士。本名は入井 勇（いりい いさむ）。最高位は東関脇（1968年1月場所）。現役時代の体格は172cm、120kg。得意手は左四つ、寄り、蹴手繰り、突き落とし。

## 来歴
中学校卒業後に角界入りし、1956年5月場所、小野川部屋から初土俵を踏んだ。最初は本名でもある「入井」の名で番付に付いたが、当時日本で人気が高かった元力士のプロレスラー・力道山にあやかろうとして、「海力山（かいりきざん）」という四股名を考え、日本相撲協会に改名届を出した。ところが、実際に発表された1957年1月場所の番付表には、なぜか「海乃山」と記されていた。筆記係の行司が間違えたらしいのだが、訂正するのも面倒なので、そのまま「海乃山（かいのやま）」で通すことにした。三段目時代に一度負け越しただけで順調に昇進し、1959年7月場所にて19歳で十両に昇進した。一度は幕下に陥落したが、そこで「信夫竜」と改名してから再び上昇気流に乗り、1961年1月場所で新入幕を果たした。しかし、四股名は1961年9月場所で再入幕した際に「海乃山」に戻した。
小兵であるために、鋭い出足をいかした突進と、それを逆手にとった蹴手繰りを得意とした。1964年7月場所では、横綱・大鵬を破って彼を初の休場に追い込むなど、上位陣をしばしば苦しめた。元々は真っ向勝負の相撲に徹していたが、腰の負傷から蹴手繰りなど注文相撲を交える必要に追われた。負傷の影響で腰を割って手を付いて立つことがまるでできなくなり、このことから当時の幕内力士の中でも立合いが不格好な力士の例として挙がりがちである。
小部屋の小野川部屋に所属していたため、師匠の元前頭・錦華山の停年退職もあり、1965年の部屋別総当たり制実施を機に出羽海部屋へ移籍した。その後も新たに対戦した横綱・栃ノ海をはじめ、独立した北の富士など出羽海一門の新しい対戦相手に対しても、しばしば番狂わせを演じていた。
「曲者」と評された由縁は相撲巧者ぶりのみならず土俵態度のふてぶてしさにあり、土俵態度を巡っての話題には事欠かなかった。例として、1969年5月場所10日目の前の山との一戦で寄り切られて勝負がついた後に、黒房下で前の山の顔を張ったことが問題になったことがある。
現役時代末期には四股も踏めず、申し合いも1日おきに7番程度が精一杯になるなど怪我が悪化していた。1969年11月場所中の座談会では息子から「下の人と取ればいいじゃない」と言われ、親方と食事をするたびに「明武谷は一生懸命やってる」と奮起を促されたことを明かしているが、すでにこの頃引退するつもりであった。実際に幕内下位で途中休場した1970年1月場所限りで、引退した（29歳）。引退後は年寄・小野川を襲名して、暫く出羽海親方（元横綱・佐田の山）の参謀として働いたが、出羽海部屋からの分家独立を申し出たことで出羽海との関係が一気に悪化した。腰の負傷で年寄としての職務にも支障が出たため、これを機に1971年9月場所をもって廃業した。
その後は大阪府大阪市で、飲食店（ちゃんこ料理店）を経営していたという。
1997年7月5日、死去した。57歳没。

## 主な成績・記録
- 通算成績：550勝496敗13休 勝率.526
- 幕内成績：384勝413敗13休 勝率.482
- 現役在位：80場所
- 幕内在位：54場所
- 三役在位：6場所（関脇3場所、小結3場所）
- 三賞：6回
  - 殊勲賞：1回（1967年11月場所）
  - 敢闘賞：2回（1963年3月場所、1967年9月場所）
  - 技能賞：3回（1963年1月場所、1963年11月場所、1966年1月場所）
- 雷電賞：2回（1963年3月場所、1963年11月場所）
- 金星：5個（大鵬3個、柏戸1個、栃ノ海1個）
- 各段優勝
  - 幕下優勝：1回（1958年11月場所）
  - 三段目優勝：1回（1958年1月場所）

### 場所別成績
| | 一月場所 初場所（東京） | 三月場所 春場所（大阪） | 五月場所 夏場所（東京） | 七月場所 名古屋場所（愛知） | 九月場所 秋場所（東京） | 十一月場所 九州場所（福岡） |
| --- | ----------------------- | ----------------------- | ----------------------- | --------------------------- | ----------------------- | --------------------------- |
| 1956年 （昭和31年） | x                       | x                       | （前相撲）              | x                           | 西序ノ口10枚目 5–3      | x                           |
| 1957年 （昭和32年） | 東序二段83枚目 6–2      | 西序二段43枚目 6–2      | 西三段目108枚目 6–2     | x                           | 西三段目54枚目 3–5      | 東三段目59枚目 7–1          |
| 1958年 （昭和33年） | 西三段目28枚目 優勝 7–1 | 東幕下80枚目 5–3        | 西幕下73枚目 6–2        | 東幕下55枚目 5–3            | 西幕下47枚目 5–3        | 西幕下39枚目 優勝 8–0       |
| 1959年 （昭和34年） | 西幕下7枚目 5–3         | 西幕下5枚目 7–1         | 東幕下2枚目 6–2         | 西十両19枚目 7–8            | 東幕下2枚目 5–3         | 東幕下筆頭 5–3              |
| 1960年 （昭和35年） | 東幕下2枚目 6–2         | 西十両15枚目 9–6        | 西十両10枚目 9–6        | 東十両6枚目 10–5            | 西十両3枚目 10–5        | 東十両筆頭 8–7              |
| 1961年 （昭和36年） | 東前頭15枚目 8–7        | 西前頭13枚目 7–8        | 東前頭14枚目 6–9        | 西十両2枚目 10–5            | 西前頭13枚目 11–4       | 東前頭3枚目 8–7             |
| 1962年 （昭和37年） | 東前頭2枚目 4–11        | 西前頭8枚目 6–9         | 西前頭8枚目 9–6         | 西前頭4枚目 1–5–9           | 東前頭14枚目 8–7        | 東前頭12枚目 9–6            |
| 1963年 （昭和38年） | 東前頭8枚目 12–3 技     | 西前頭筆頭 10–5 敢      | 西関脇 4–11             | 西前頭2枚目 6–9             | 西前頭3枚目 6–9         | 西前頭6枚目 12–3 技         |
| 1964年 （昭和39年） | 東小結 4–11             | 西前頭4枚目 4–11        | 東前頭7枚目 8–7         | 西前頭3枚目 4–11 ★          | 西前頭7枚目 8–7         | 西前頭5枚目 7–8             |
| 1965年 （昭和40年） | 西前頭5枚目 8–7         | 東前頭2枚目 7–8 ★       | 西前頭3枚目 9–6 ★       | 東前頭筆頭 5–10             | 東前頭6枚目 10–5        | 東前頭2枚目 3–12            |
| 1966年 （昭和41年） | 西前頭11枚目 12–3 技    | 東前頭4枚目 5–10 ★      | 西前頭6枚目 10–5        | 東前頭2枚目 7–8             | 西前頭2枚目 9–6         | 東小結 6–9                  |
| 1967年 （昭和42年） | 西前頭2枚目 4–11        | 東前頭9枚目 8–7         | 東前頭6枚目 11–4        | 東前頭筆頭 5–10             | 東前頭6枚目 11–4 敢     | 西関脇 8–7 殊               |
| 1968年 （昭和43年） | 東関脇 6–9              | 東前頭筆頭 8–7          | 東前頭筆頭 9–6          | 西小結 6–9                  | 西前頭筆頭 7–8          | 東前頭3枚目 6–9             |
| 1969年 （昭和44年） | 西前頭4枚目 8–7         | 東前頭2枚目 5–10        | 東前頭6枚目 8–7         | 東前頭2枚目 4–11 ★          | 東前頭7枚目 8–7         | 東前頭3枚目 3–12            |
| 1970年 （昭和45年） | 東前頭12枚目 引退 6–5–4 | x                       | x                       | x                           | x                       | x                           |
| 各欄の数字は、「勝ち-負け-休場」を示す。 優勝 引退 休場 十両 幕下 三賞：敢=敢闘賞、殊=殊勲賞、技=技能賞 その他：★=金星 番付階級：幕内 - 十両 - 幕下 - 三段目 - 序二段 - 序ノ口 幕内序列：横綱 - 大関 - 関脇 - 小結 - 前頭（「#数字」は各位内の序列） |                         |                         |                         |                             |                         |                             |

### 幕内対戦成績
| 力士名   | 勝数  | 負数 | 力士名       | 勝数 | 負数 | 力士名 | 勝数 | 負数 | 力士名 | 勝数  | 負数 |
| -------- | ----- | ---- | ------------ | ---- | ---- | ------ | ---- | ---- | ------ | ----- | ---- |
| 青ノ里   | 15    | 7    | 朝嵐         | 1    | 0    | 浅瀬川 | 6    | 5    | 朝登   | 2     | 2    |
| 旭國     | 2     | 2    | 東錦         | 1    | 0    | 天津風 | 7    | 0    | 荒岐山 | 3     | 1    |
| 荒波     | 0     | 3    | 岩風         | 6    | 6    | 宇多川 | 8    | 5    | 追手山 | 1     | 2    |
| 扇山     | 4     | 1    | 岡ノ山       | 0    | 1    | 魁罡   | 2    | 1    | 海山   | 1     | 2    |
| 開隆山   | 7     | 7    | 柏戸         | 2    | 16   | 北ノ國 | 3    | 1    | 北の洋 | 2     | 2    |
| 北の富士 | 5     | 6    | 北葉山       | 4    | 14   | 君錦   | 10   | 1    | 清國   | 12    | 13   |
| 清勢川   | 2     | 3    | 麒麟児       | 7    | 11   | 栗家山 | 0    | 1    | 黒姫山 | 0     | 1    |
| 高鉄山   | 6     | 6    | 琴ヶ濱       | 1    | 1    | 琴櫻   | 13   | 15   | 沢光   | 2     | 3    |
| 潮錦     | 2     | 0    | 大豪         | 6    | 11   | 大心   | 1    | 0    | 大鵬   | 4     | 21   |
| 大文字   | 0     | 1    | 大雄         | 8    | 2    | 大竜川 | 6    | 2    | 貴ノ花 | 1     | 1    |
| 高見山   | 3     | 2    | 玉嵐         | 1    | 2    | 玉乃海 | 1    | 0    | 玉乃島 | 3     | 18   |
| 鶴ヶ嶺   | 15(1) | 5    | 天水山       | 1    | 0    | 時津山 | 0    | 1    | 時葉山 | 2     | 2    |
| 戸田     | 4     | 4    | 栃東         | 6    | 1    | 栃王山 | 2    | 4    | 栃ノ海 | 1     | 4    |
| 栃光     | 1     | 4    | 栃富士       | 1    | 0    | 豊國   | 9    | 11   | 錦洋   | 0     | 1    |
| 羽黒川   | 9     | 8(1) | 羽黒山       | 5    | 8    | 長谷川 | 8    | 12   | 花光   | 8     | 4    |
| 廣川     | 5     | 4    | 房錦         | 4    | 4    | 富士錦 | 13   | 6    | 藤ノ川 | 6     | 3(1) |
| 二子岳   | 3     | 6    | 星甲         | 1    | 1    | 前田川 | 5(1) | 5    | 前乃山 | 3     | 8    |
| 松登     | 0     | 3    | 禊鳳         | 2    | 1    | 宮柱   | 1    | 0    | 明武谷 | 10(1) | 11   |
| 陸奥嵐   | 3     | 4    | 豊山         | 4    | 25   | 吉王山 | 0    | 1    | 龍虎   | 1     | 3    |
| 若駒     | 2     | 0    | 若杉山       | 4    | 3    | 若秩父 | 8    | 9    | 若天龍 | 13    | 2    |
| 若浪     | 6     | 9    | 若鳴門       | 2    | 0    | 若ノ海 | 4    | 2    | 若ノ國 | 2     | 2    |
| 若乃洲   | 3     | 3    | 若乃花(初代) | 0    | 1    | 若羽黒 | 7    | 7    | 若二瀬 | 5     | 4    |
| 若前田   | 4     | 3    | 若見山       | 4    | 6    | 若吉葉 | 1    | 1    |        |       |      |

## 改名歴
- 入井 勇（いりい いさむ）1956年9月場所
- 海乃山 勇（かいのやま いさむ）1957年1月場所 - 1959年7月場所
- 信夫竜 正宗（しのぶりゅう まさむね）1959年9月場所 - 1961年1月場所
- 信夫竜 勇（しのぶりゅう いさむ）1961年3月場所 - 1961年7月場所
- 海乃山 勇（かいのやま いさむ）1961年9月場所 - 1964年1月場所
- 海乃山 正剛（かいのやま まさたけ）1964年3月場所
- 海乃山 勇（かいのやま いさむ）1964年5月場所 - 1970年1月場所（引退）

## 年寄変遷
- 小野川（おのがわ）1970年1月 - 1971年9月（廃業）